# Soral (Genève)
Pour les articles homonymes, voir Soral.
Soral est une commune suisse du canton de Genève.

## Géographie
Le territoire de Soral s'étend sur 2,95 km2. Lors du relevé de 2013-2018, les surfaces d'habitations et d'infrastructures représentaient 15,0 % de sa superficie, les surfaces agricoles 79,9 %, les surfaces boisées 4,4 % et les surfaces improductives 0,3 %.

## Histoire
Soral appartient d'abord au comte de Genève, puis à la maison de Savoie. Elle fait partie d'un bailliage bernois de 1536 à 1567.
Elle devient française en 1792 après l'annexion de la Savoie par la France révolutionnaire pour intégrer en 1793 le département du Mont-Blanc, puis en 1798, avec l'annexion de Genève, le département du Léman. Elle redevient provisoirement savoyarde après les défaites de Napoléon Ier. Le traité de Turin, signé le 16 mars 1816 par Victor-Emmanuel Ier, roi de Sardaigne, cède au canton de Genève plusieurs communes et portions de communes. C'est ainsi que Soral est détachée de la commune de Viry et de Thairy pour former la commune d'Avusy-Laconnex-Soral et être rattachée au canton de Genève.
Le 5 novembre 1847, la commune d'Avusy-Laconnex-Soral est scindée en deux communes d'Avusy et de Soral, puis le 9 novembre 1850, Laconnex est détachée de Soral pour former une commune à part entière.
En 2000, l'installation de la douane de Bardonnex entraîne des modifications mineures de la frontière internationale avec une cession de terrain par la commune de Saint-Julien-en-Genevois au profit de celle de Soral.

## Politique et administration

### Administration
L'exécutif de la commune de Soral compte trois membres : le maire de la commune et deux adjoints. Les membres sont élus pour une période de cinq ans. L'exécutif de la commune, entré en fonction le 1er juin 2025, se compose de la façon suivante :
| Identité       | Étiquette          | Étiquette | Fonction                | Dicastères                                                         |
| -------------- | ------------------ | --------- | ----------------------- | ------------------------------------------------------------------ |
| Pascal Claret  | Entente soralienne |           | Maire                   | Affaires sociales et enfance - Mobilité et sécurité                |
| Laura Weiss    | La soralienne      |           | Conseillé administratif | Finances - Manifestations                                          |
| Raphaël Dunant | La soralienne      |           | Conseillé administratif | Aménagement et bâtiments - Environnement et agriculture - Pompiers |

Le conseil municipal de Soral (pouvoir législatif de la commune) compte 13 membres. Les conseillers municipaux sont élus pour une période de cinq ans. Le Conseil municipal exerce des fonctions délibératives et consultatives mais il ne peut pas rédiger des lois. À la suite des élections municipales du 23 mars 2025, le conseil municipal, composé de 9 membres (ainsi que d'un bureau avec un président, un vice-président et un secrétaire), est renouvelé, et est représenté de la manière suivante :
| Parti               | Voix | Suffrages en % | +/-    | Sièges  | +/- |
| ------------------- | ---- | -------------- | ------ | ------- | --- |
| Ensemble pour Soral | 281  | 100,00 %       | 100,00 | 13 / 13 | 13  |

### Liste des maires
| Période                                  | Période          | Identité          | Étiquette          | Qualité |
| ---------------------------------------- | ---------------- | ----------------- | ------------------ | --- |
| Les données manquantes sont à compléter. |                  |                   |                    | |
| 1er juin 1995                            | 31 mai 2003      | Gaston Dupraz     |                    | |
| 1er juin 2003                            | 30 novembre 2012 | Jean-Claude Egger | PDC                | -Adjoint au maire de 1999 à 2003 -Député au Grand Conseil du canton de Genève de novembre 1997 à janvier 2006 -Démission en novembre 2012 pour des raisons de santé |
| 19 décembre 2012                         | en cours         | Raoul Florez      | Entente soralienne | Adjoint au maire de 2003 à 2012 |

## Démographie

### Évolution de la population
La commune compte 961 habitants au 31 décembre 2023 pour une densité de population de 326 hab/km2. Sur la période 2010-2023, sa population a augmenté de 32,2 % (canton : 14,6 % ; Suisse : 9,4 %).  

## Culture et patrimoine

### Héraldique
| Blason | Blasonnement : De gueules au lion d'or, armé et lampassé d'azur. |

### Pyramide des âges
En 2023, le taux de personnes de moins de 30 ans s'élève à 30 %, au-dessous de la valeur cantonale (33,7 %). Le taux de personnes de plus de 60 ans est quant à lui de 27,8 %, alors qu'il est de 22,2 % au niveau cantonal.
La même année, la commune compte 443 hommes pour 518 femmes, soit un taux de 46,1 % d'hommes, inférieur à celui du canton (48,3 %).
| Hommes | Classe d’âge | Femmes |
| ------ | ------------ | ------ |
| 1,4    | 90 ans ou +  | 4,1    |
| 10,2   | 75 à 89 ans  | 12,0   |
| 13,5   | 60 à 74 ans  | 14,3   |
| 23,5   | 45 à 59 ans  | 20,7   |
| 21,0   | 30 à 44 ans  | 19,5   |
| 10,4   | 15 à 29 ans  | 11,2   |
| 20,1   | - de 14 ans  | 18,3   |

| Hommes | Classe d’âge | Femmes |
| ------ | ------------ | ------ |
| 0,7    | 90 ans ou +  | 1,5    |
| 6,5    | 75 à 89 ans  | 8,8    |
| 13,0   | 60 à 74 ans  | 13,8   |
| 21,7   | 45 à 59 ans  | 21,5   |
| 22,9   | 30 à 44 ans  | 22,4   |
| 18,6   | 15 à 29 ans  | 17,2   |
| 16,7   | - de 14 ans  | 14,8   |